# جيوفاني باتيستا تيبولو

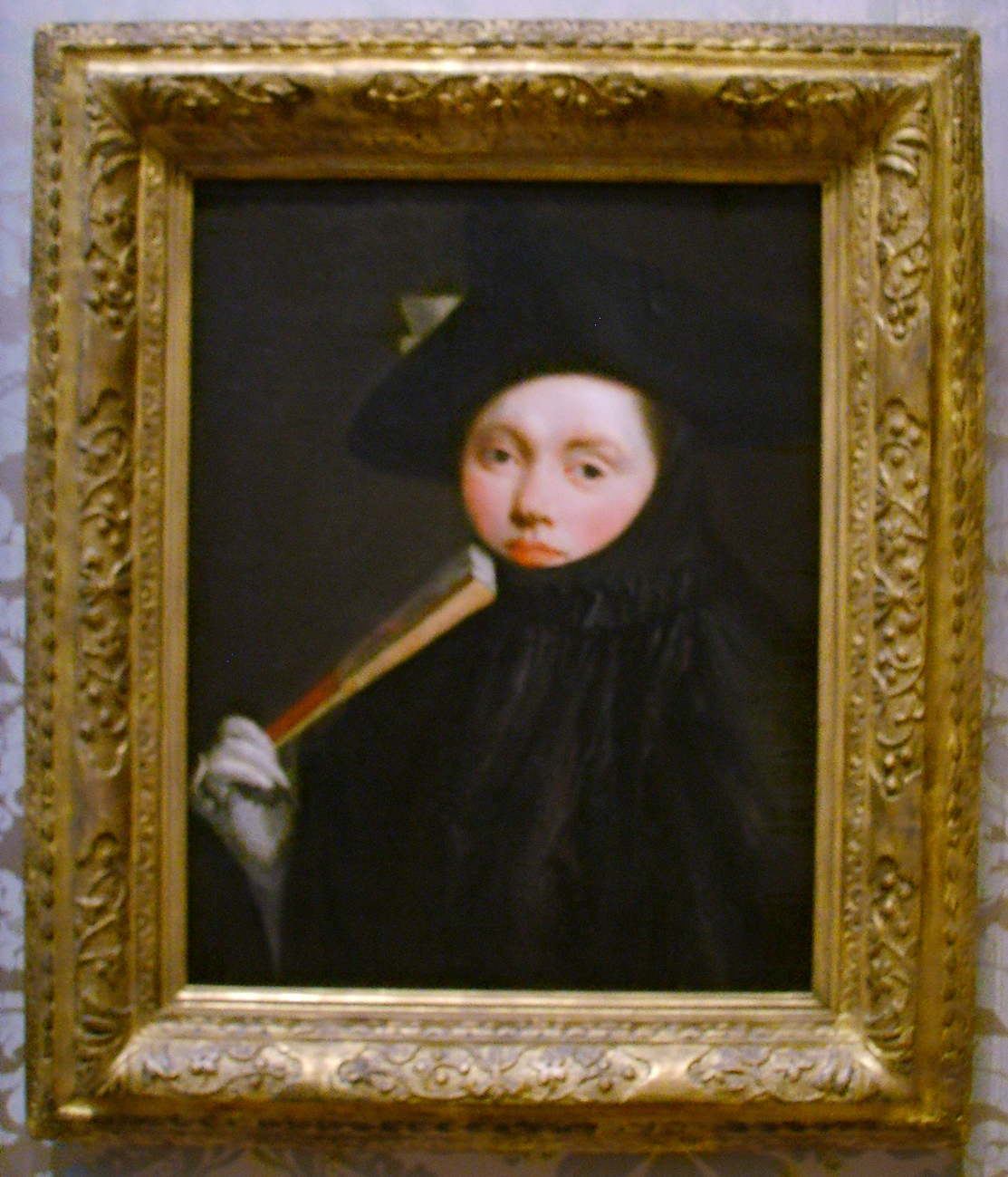
Dama col tricorno, 1755-60, المعرض الوطني للفنون (واشنطن), Washington

جيوفاني باتيستا تيبولو (اللفظ بالإيطالية: [dʒoˈvanni batˈtista ˈtjɛpolo] ؛ 5 مارس 1696 - 27 مارس 1770)، والمعروف أيضا باسم أو جيامباتيستا تيبولو، كان الرسام الإيطالي وبرينتمكر من جمهورية البندقية. وكان غزير الإنتاج، ولم يعمل فقط في إيطاليا، ولكن أيضا في ألمانيا وإسبانيا.
وكان جيوفاني باتيستا تيبولو الأسد دون منازع من الرسامين البندقية في فترة الروكوكو، إذ ابتكر نموذجا جديدا لطراز الركوكو بلغ فيه خياله مع لمساته الواقعية حد الإبهار. تدرب تيبولو على الرسم في مرسم الفنان “لازاريني ” فتعلم الزخرفة الكلاسكية ثم ما لبث أن وقع تحت تأثير المصورين “كريسبي وبياتزيتا.

## النشأة (1696-1731)
ولد تيبولو عام 1696, في مدينة البندقية الإيطالية، وتدرب منذ صباه في الإستديو الفني للرسام لازاريني وتعلم هناك فن الزخرفة الكلاسيكية. وسرعان ما تفوق على أستاذه وابتعد عن الطرق التقليدية في الرسم، مفضلاً أسلوباً جديداً يعتمد على الجرأة التي تكشف عن رغبة في تجميع المناظر والأشخاص في تكوينات فريدة باستخدام المنظور المائل بحيث يكون هناك تغاير واضح بين الظلال والضوء. وكانت لوحات تيبولو الأولى تعكس أسلوباً فنياً يعتمد على الخطوط المتمازجة. في عام 1731 ذهب تيبولو إلى مدينة ميلانو، حيث عمل في تجميل جدران وسقوف قصور الأمراء هناك، بشخصيات وأماكن أسطورية وتاريخية مما أضفى عليها بريقاً أخاذاً. وكان يحفر على الخشب مناظر من الحياة اليومية للعصر الذي كان يعيش فيه.

## أسلوبه
ابتعد عن الطرق التقليدية في الرسم مفضلاً أسلوباً جديداً يعتمد على الجرأة التي تكشف عن رغبة في تجميع المناظر والأشخاص في تكوينات فريدة باستخدام المنظور المتماثل محدثاً تغيراً واضحاً بين الظلال والضوء، كما اشتهر بقدرته الفائقة على إحداث النسق اللوني في الصور بحيث توحي بالشفافية والبهجة للعين، تميزت لوحات تيبولو بالتصوير الذي يعطي انبهاراً باللوحة ككل، وبالألوان الحية المتألقة والفضاء الشفاف الرائع.

## أعماله
فتميزت لوحات تيبولو بثراء الموضوع ككل وتألق الألوان المبهرة واتساع الفضاء في الخلفيات وكانت لوحاته ذات مقاسات شاسعة تملأ بهو القصور.
من أعمال تيبولو كما حفر على أعمال الحفر الخشب مناظر تاريخية من الحياة اليومية التي كان يعيش فيه. وقال النقاد عنه ” أنه يرسم الشمس كما لم ترسم من قبل” .
و المقصود بهذه المقولة أنه استخدم الضوء والفضاء بشكل لم يسبق له مثيل كما القصص التاريخية كما في ” أنطونيو وكليوباترا” وكانت خطوطه رقيقة والألوان حية متألقة. وأيضا يتضح من لوحات تيبولو خبرته بالتشريح والخبرة النفسية للشخصيات المرسومة. الذي يغوص بأعماقها وينطلق بأدق التفاصيل الوجدانية. كان ولعه وشغفه بعلاقات الحب سببا أساسيا لموهبته الفنية ونظرا لوضع تيبولو غير المستقر فقد كانت لوحاته في الفترة الأخيرة تنم على اللامبالاة أو كما اتهم بذلك وعلى الرغم من ذلك فكانت هذه اللوحات تضج بالألوان الصريحة الصارخة وبخيال خصب مليء بالجمال.
وظهرت موهبته في معالجة أطياف الضوء وتوظيفها في مكانها المناسبو استخدم القوالب المصبوبة والمحفورة على جدران شديدة الانحدار وشاهقة الارتفاع في نفس الوقت. عمل تيبولو في تجميل سقوف قصور الأمراء في مدينة ” ميلان و” بشخصيات أسطورية وبألوان لها بريق يخطف العين.
رحل تيبولو إلى جنوب إيطاليا “1728″ وقام برسم العديد من الكنائس وزيّن برسمواته الجصية الكثير من مذابح الكنائس والقصور وقد أتاحت الموضوعات الدينية لتيبولو الفرصة لبلوغ التعبير عنده دون أن يهبط به إلى مجرد زخرفة فكان يوظف خياله الجامح في التعبير عن الموضوع.
وقد اُخْتِيرَ الرئيس الفخري لأكاديمية «فينيتيان».

## النقد
قال عنه النقاد: إن تيبولو رسم الشمس كما لم ترسم من قبل. وكانوا يقصدون أنه يستخدم الضوء والفضاء بشكل لم يسبق له مثيل. كانت لوحات تيبولو تتميز بالتصوير الذي يعطي انبهاراً باللوحة ككل، مستخدماً خطوطاً رقيقة بالفرشاة، وكانت الألوان حية ومتألقة والفضاء شفافاً رائعاً، خاصة عندما رسم القصص التاريخية مثل أنطونيو وكليوباترا. كما اشتهر بقدرته الفائقة على إحداث النسق اللوني في الصور أي التوافق بين الألوان المختلفة بحيث توحي بالشفافية وتبهج العين في نفس الوقت. وقد أوضحت لوحات تيبولو ما يتمتع به الفنان من معرفة بالتشريح والخبرة النفسية بالحياة.
وكان العديد من النقاد بالمجال التشكيلي يصفون ألوان تيابولو جيوفاني في الرسم بأنها ألوان مضحكة ولكن في الفترة الأخيرة من عمر تيابولو وبعد أن ساءت صحته قام بمساعدته ولده دومينيكو وكذلك لورتزو.

## قائمة أعماله

### رسوماته قبل 1740
| العمل                                | Date      | الموقع                                                | Link |
| ------------------------------------ | --------- | ----------------------------------------------------- | ---- |
| استشهاد القديس بارتولوميو            | 1722      | San Stae, Venice                                      |      |
| اغتصاب أوروپا                        | c. 1725   | معارض الأكاديمية، Venice                              |      |
| Allegory of the Power of Eloquence   | c. 1725   | Courtauld Institute، موديلو for Palazzo Sandi, Venice |      |
| Frescoes                             | 1726      | Episcopal palace, أوديني                              |      |
| Perseus & Andromeda                  | 1730      | مجموعة فريك                                           |      |
| تعليم العذراء                        | 1732      | S. Maria della Consolazione (Fava), Venice            |      |
| الملاك ينقذ هاجر                     | 1732      | Scuola di San Rocco, Venice                           |      |
| يوحنا المعمدان يعظ                   | 1732-1733 | Cappella Colleoni, Bergamo                            |      |
| Beheading of John the Baptist        | 1732-1733 | Cappella Colleoni, Bergamo                            |      |
| Scourge of the Serpents              | 1732-1735 | معارض الأكاديمية، Venice                              |      |
| يوسف يتلقى الخاتم من عزيز مصر        | 1732-1735 | معرض صور دولويتش                                      |      |
| انتصار زفير وفلورا                   | 1734-1735 | Museo del Settecento Veneziano, كا ريتزونيكو، Venice  |      |
| Jupiter and Danaë                    | 1736      | Universitet Konsthistoriska Institutionen, Stockholm  |      |
| Pope St. Clement Adoring the Trinity | 1737-1738 | ألت بيناكوثيك                                         |      |
| Institution of the Rosary            | 1737-1739 | Santa Maria del Rosario (Gesuati), Venice             |      |
| Christ Carrying the Cross            | 1737-1738 | Sant'Alvise, Venice                                   |      |
| The Madonna of Mount Carmel          | 1730s     | بيناكوتيكا دي بريرا، Milan                            |      |
| Virgin with Six Saints               | 1737-1740 | متحف الفنون الجميلة في بودابست                        |      |

### رسوماته من 1740-1750
| العمل                                           | التاريخ   | المكان                                                                |  |
| ----------------------------------------------- | --------- | --------------------------------------------------------------------- |  |
| The Virgin Appearing to St. Philip Neri         | 1740      | Museo Diocesano, كاميرينو                                             |  |
| The Gathering of Manna                          | 1740-1742 | Parrocchiale, Verolanuova                                             |  |
| The Sacrifice of Melchizedek                    | 1740-1742 | Parrocchiale, Verolanuova                                             |  |
| Virtue and Nobility putting Ignorance to Flight | 1743      | معرض صور دولويتش(modello for Villa Cordellina in Montecchio Maggiore) |  |
| Empire of Flora                                 | 1743      | وسام جوقة الشرف(San Francisco, CA)                                    |  |
| The Banquet of Cleopatra                        | 1743-1744 | معرض فيكتوريا الوطني، Melbourne                                       |  |
| Worshippers                                     | 1743-1745 | معارض الأكاديمية، Venice                                              |  |
| Apollo and Daphne                               | 1744-1745 | متحف اللوفر، Paris                                                    |  |
| Discovery of the True Cross                     | c. 1745   | معارض الأكاديمية، Venice                                              |  |
| Frescoes of the story of Cleopatra              | 1746      | Palazzo Labia, Venice                                                 |  |
| The Virgin Appearing to Dominican Saints        | 1747-1748 | Santa Maria del Rosario (Gesuati), Venice                             |  |
| Last Communion of St. Lucy                      | 1747-1748 | Santi Apostoli, Venice                                                |  |
| The Glorification of the Barbaro Family         | 1749-1750 | متحف المتروبوليتان للفنون، New York                                   |  |
| St. James the Greater Conquering the Moors      | 1749-1750 | متحف الفنون الجميلة في بودابست                                        |  |

### رسوماته بعد 1750
| العمل                                                | التاريخ   | المكان                                                      | وصلة |
| ---------------------------------------------------- | --------- | ----------------------------------------------------------- | ---- |
| جصيات                                                | 1751-1753 | إقامة فورتسبورغ                                             |      |
| Collecting Mana                                      | c.1751    | National Museum of Serbia, Belgrade                         |      |
| Allegory of Planets and Continents                   | 1752      | متحف المتروبوليتان للفنون، New York                         |      |
| The Death of Hyacinth                                | 1752-53   | متحف تيسين-بورنيميسزا                                       |      |
| Adoration of the Magi                                | 1753      | ألت بيناكوثيك                                               |      |
| Coronation of the Virgin                             | 1754      | متحف كيمبل للفنون، Dallas (modelo for Ospedale della Pietà) |      |
| An Allegory with Venus and Time                      | 1754-58   | المعرض الوطني                                               |      |
| Frescoes from Roman mythology                        | 1757      | Villa Valmarana، فيتشنزا                                    |      |
| A Seated Man and a Girl with a Pitcher               | c. 1755   | المعرض الوطني                                               |      |
| The Theological Virtues                              | c. 1755   | متاحف الفنون الجميلة في بلجيكا ‏                             |      |
| The Martyrdom of St. Agatha                          | c. 1756   | المتحف الوطني في برلين ‏                                     |      |
| Allegory of Merit Accompanied by Nobility and Virtue | 1757-58   | Museo del Settecento Veneziano, كا ريتزونيكو، Venice        |      |
| The Vision of St. Anne                               | 1759      | جيمالد جاليري، برلين                                        |      |
| Madonna of the Goldfinch                             | c. 1760   | المعرض الوطني للفنون (واشنطن)                               |      |
| Woman with a Parrot                                  | 1760-61   | متحف أشموليان، Oxford                                       |      |
| Apotheosis of the Pisani Family                      | 1761-62   | Villa Pisani, Stra                                          |      |
| San Carlo Borromeo                                   | 1767-1769 | متحف سينسيناتي للفنون                                       |      |
| The Immaculate Conception                            | 1767-1769 | متحف ديل برادو، Madrid                                      |      |
| Glory of Spain                                       | 1762-1766 | Throne Room of قصر مدريد الملكي                             |      |
| The Apotheosis of the Spanish Monarchy               | 1762-1766 | Queen's Antechamber, قصر مدريد الملكي                       |      |
| Venus and Vulcan                                     | 1762-1766 | Halberdiers' Room, قصر مدريد الملكي\|                       |      |